# Cinquième circonscription législative de Lettonie

Carte de la circonscription

La Cinquième circonscription législative de Lettonie est une circonscription électorale lettone. Cette circonscription se compose de six districts : Kuldigas, Liepajas (y compris la ville de Liepaja), Saldus, Talsu, Tukuma, Ventspils (y compris la ville de Ventspils).
Elle est représentée par 6 sièges à la Saeima.